# Perutnina
Perutnina, tudi perjad ali starinsko kuretina, so vsi udomačeni ptiči, ki jih človek goji zaradi njihovih jajc, mesa ali perja. Ti ptiči so v večji meri pripadniki reda kur, Galliformes, kamor med drugim uvrščamo kokoši, prepelice in purane, in reda plojkokljunov, Anseriformes, kamor spadajo labodi, race in gosi. Izraz vključuje tudi ptice, ki se jih ubija zaradi njihovega mesa (na primer mlade golobe), a ne zajema podobnih divjih ptičev (t.i. lovnih živali), ki se jih lovi za šport ali za hrano.
Do procesa udomačevanja perutnine naj bi prišlo okoli 5400 let nazaj v jugovzhodni Aziji. Predvideva se, da so ljudje sprva priložnostno valili in gojili mlade ptičke iz jajc, pobranih v divjini, sčasoma pa se je začelo ptiče trajno gojiti v ujetništvu. Nekateri menijo, da so udomačene kokoši najprej uporabljali v petelinjih bojih in prepelice gojili zaradi njihove spevnosti, a so že kmalu odkrili priročnosti v ujetništvu vzgojenega vira hrane. Zaradi tako imenovanega umetnega izbora, v okviru katerega so ljudje razmnoževali ptice z želenimi lastnostmi (sposobnostmi leženja večjega števila jajc, krotkosti, lepega perja, hitre rasti ipd.), se današnje pasme močno razlikujejo od svojih divjih zarodnikov. Določene ptice se še danes hrani v majhnih jatah, a je večino ptičev moč najti v velikih živilskih obratih.
Skupaj s svinjskim mesom (svinjino) perutnina predstavlja enega od dveh najpogosteje uživanih tipov mesa. Leta 2019 je perutninsko meso zavzemalo okoli 39 odstotkov globalne mesne proizvodnje.

## Definicija
Beseda perutnina se uporablja za vsak tip udomačenega ptiča, ki se ga v ujetništvu goji zaradi njegove uporabnosti. Tradicionalno izraz zajema tako kure (Galliformes) kot tudi plojkokljune (Anseriformes), a se izključuje v kletkah gojene ptiče pevce (Passeriformes) in papige (Psittaciformes). Med perutnino se tako uvršča vsa gojena perjad, vključujoč kokoši, purane, gosi in race, ki se jih vzreja za proizvodnjo mesa ali jajc, hkrati pa se beseda pogosto uporablja za v prehrani prisotno meso omenjenih ptičev. Enciklopedija Britannica poleg že naštetih ptičjih skupin med perjad vključuje tudi pegatke in mlade golobe.

### Primeri
| Ptič         | Zarodnik                              | Udomačitev        | Uporabnost    | Slika |
| ------------ | ------------------------------------- | ----------------- | ------------- | ----- |
| Domača kokoš | Rdeča pragozdna kokoš (Gallus gallus) | Jugovzhodna Azija | Jajca in meso |       |
| Domači puran | Divji puran (Meleagris gallopavo)     | Mehika            | Meso          |       |
| Domača raca  | Mlakarica (Anas platyrhynchos)        | Različno          | Jajca in meso |       |
| Domača gos   | Siva gos (Anser anser)                | Različno          | Jajca in meso |       |
| Pegatka      | Pegatka (Numida meleagris)            | Afrika            | Jajca in meso |       |
| Domači golob | Skalni golob (Columba livia)          | Srednji vzhod     | Meso          |       |

## Kokoši
Kokoši so srednje veliki čokati ptiči pokončne drže, ki jih je moč prepoznati po rdečem mesnatem podbradku in naglavnem grebenu (roži). Samci, poznani kot petelini, so navadno večji, barvitejši in močneje operjeni kot samice, znane kot kokoši. Te kure so družabne, vsejede in na tleh živeče ptice, ki brskajo po okolici in iščejo semena, nevretenčarje ter druge majhne živali. So slabi letalci in le poredkoma poletijo; večinoma se dvignejo od tal zaradi morebitne nevarnosti, četudi mnogokrat pred pretiranim približanjem stečejo kar v podrastje. Sodobna domača kokoš, ki je taksonomsko na ravni podvrste (subsp. domesticus) svojega večinskega zarodnika – rdeče pragozdne kokoši (Gallus gallus), naj bi v manjši meri izvirala tudi iz sive pragozdne kokoši (Gallus sonneratii). Do udomačitve naj bi prišlo približno 7000 do 10 000 let nazaj (v severovzhodni Kitajski so denimo našli piščančje fosile kosti, ki naj bi pripadali kokoši, živeči 5400 let pr. n. št.). Arheologi verjamejo, da naj bi do prvotne udomačitve prišlo zaradi petelinjih bojev, kjer so se med seboj borili samci kokoši (petelini). Pred 4000 leti naj bi kokoši prenesli v dolino reke Ind in 250 let kasneje še v Egipt. Tudi takrat so te živali še vedno uporabljali za boje in jih dojemali kot simbol plodnosti. Stari Rimljani so kokoši vključevali v obrede napovedovanja prihodnosti. Poseben napredek so dosegli stari Egipčani, ki so se priučili razmeroma težavnih tehnik umetne inkubacije piščančjih jajc. Od takrat se je vzreja kokoši močno razširila, piščance pa se je začelo ceniti kot vir mesa in kokošjih jajc.
Od začetka udomačevanja so ljudje s pomočjo umetnega izbora razvili mnogo različnih pasem kokoši, a je večina sodobnih komercialnih ptic po svojem poreklu križancev. Nekje okoli leta 1800 se je kokoši začelo gojiti v velikih jatah, moderne perutninske farme pa so v Britaniji prvič odprli v letu 1920. V ZDA so se takšni obrati hitro širili po koncu druge svetovne vojne. Do sredine 20. stoletja je postala perutninska mesna industrija pomembnejša od proizvodnje jajc. Različne pasme in sorte domače kokoši so služile raznovrstnim namenom; nekatere kokoši so bile manjše postave, druge so bile zmožne nesenja visokega števila jajc letno, tretje so imele sposobnost hitre rasti, mesnate in čokate ptice so bile uporabne za proizvodnjo mesa že pri nizki starosti ipd. V sodobnih obratih, kjer se prideluje jajca, imajo samci le malo vrednost. Nasprotno se peteline v mesni industriji pogosto kastrira (velikokrat kar kemično), da se s tem omeji izpade agresije. Skopljene petelinčke v slovenskem jeziku imenujemo kopuni; ti so znani po nekoliko mehkejšem in okusnejšem mesu.
Bantamska kokoš (bantam) je majhna varieteta domače kokoši. Ime je dobila po mestu Bantam na otoku Java, kjer so evropski pomorščaki kupovali majhne kokoši lokalnega prebivalstva, da so z njimi naložili svoje ladje. Bantamska kokoš navadno doseže četrtino ali tretjino velikosti standardne kokoši in leže pritlikava jajca. Pogosto se jih goji za konjiček, predvsem na manjših kmetijah in za razstave.

### Petelinji boji
Petelinji boji naj bi se prvič pojavili v Perziji pred približno 6000 leti. Smisel tega športa je boj med dvema odraslima petelinoma, ki se spopadata, vse dokler eden od njiju ne obleži ali podleže bojnim ranam. Pri vzreji petelinov za tovrstne boje so rejci vzpodbujali agresijo. Šport naj bi igral pomembno vlogo v kulturi antične Indije, Kitajske, Grčije in Rima; ljudje pa so ob opazovanju bojev radi polagali visoke stave na pričakovanega zmagovalca. V zadnjem stoletju so v mnogih državah petelinje boje prepovedali zaradi izrazite krutosti in pojava zakonov, ki ščitijo dobrobit živali.

## Race
Domače race so srednje velike vodne ptice s širokom in ploščatim kljunom, očmi posajenimi na straneh glave, dolgim vratom, kratkimi nogami, nameščenimi na zadnjem delu telesa, in plavalno kožico med nožnimi prsti. Samci, poznani pod imenom racaki, so navadno večji od samic (rac), pri nekateri pasmah pa spola loči tako imenovana spolna dvoličnost. Domače race so vsejedi (omnivori), ki se navadno prehranjujejo z raznolikimi viri živalskega in rastlinskega materiala, kot so denimo vodne žuželke, mehkužci, majhne dvoživke, vodne rastline in trave. Hranijo se v plitvi vodi, in sicer, tako da svojo glavo pomolijo pod vodo in rep usmerijo visoko v zrak. Večina domačih rac je pretežkih za let, so družabne ptice, ki najraje živijo v skupinah. Vodoodpornost svojega perja race vzdržujejo s pomočjo nanašanja maščobnih sekretov trtične žleze po površini peres.
Glinene skulpture rac, ki so jih našli na Kitajskem in naj bi izvirale iz leta 4000 pr. n. št., nakazujejo, da je do udomačitve rac morda prišlo v času kulture Jangšao. Tudi če to ne drži, velja, da se je udomačitev rac zagotovo zgodila na daljnem vzhodu vsaj 1500 let prej kot na zahodu. Lucius Columella, ki je pisal v prvem stoletju pr. n. št., je ljudem svetoval, naj naberejo jajca divjih rac in jih položijo pod kokoš, saj naj bi na tak način izležene in vzgojene race »opustile svojo divjo naravo in se brez obotavljanja parile ob pravem času«. Kljub temu se race niso pojavljale v kmetijskih tekstih zahodne Evrope vse do približno 810 n. št., ko so jih začeli omenjati skupaj z gosmi, kokošmi in pavom.
Že nekaj časa se strokovnjaki strinjajo, da je divja raca ali mlakarica (Anas platyrhynchos) prednik vseh pasem domače race (z izjemo moškatne bleščavke, Cairina moschata, ki ni tesno sorodna ostalim racam). Domače race se redi za meso, jajca in puh. Tako kot pri kokoših tudi domača raca obstaja v mnogoterih pasmah, ki izstopajo na primer po svoji sposobnosti leženja jajc, hitri rasti ali mesnatosti. Najbolj razširjena komercialna pasma domače race v Britaniji in ZDA je tako imenovana pekinška raca, ki v enem letu znese tudi do 200 jajc in težo 35 kg doseže že v 44 dneh. V Zahodnem svetu race niso tako priljubljene kot kokoši, saj slednje proizvedejo večje količine belega mesa in jih je enostavneje gojiti v velikih količinah. Posledično je tržna cena piščančjega mesa nižja od račjega. Račje meso se veliko uporablja v prestižnih restavracijah, a se le redko pojavlja v množicam posvečeni prehranski industriji. Stvari so precej drugačne na vzhodu. Tam so race bolj priljubljene kot piščanci in še danes se jih goji na tradicionalni način ter pri vzreji izbira sposobnosti, ki racam omogočajo iskanje dovoljšne količine hrane na riževih poljih in drugih mokrih predelih.

## Gosi
Sivo gos (Anser anser) so udomačili Egipčani vsaj pred 3000 leti, druga divja vrsta, labodja gos (Anser cygnoides), je bila udomačena v Sibiriji skoraj 1000 let kasneje, in je danes poznana pod imenom kitajska gos. Med obema domačima gosema prihaja do križanja (hibridizacije) in pri tovrstnih potomcih je na kljunu pogosto viden greben, ki je značilnost kitajske gosi. Tudi križanci ohranijo sposobnost parjenja in plodnost, v preteklosti pa naj bi bile te ptice povod za nastanek več modernih pasem gosi. Kljub razmeroma zgodnji udomačitvi gosi nikoli niso pridobile komercialne pomembnosti kokoši in rac.
Domače gosi so veliko večje od svojih divjih prednikov in imajo navadno širok vrat, pokončno držo in velika telesa s širokim zadnjim delom. Iz sive gosi izvirajoče ptice so velike in mesnate, navadno se jih uporablja za pridobivanje mesa, medtem ko so kitajske gosi manjšega okvira in velikokrat služijo za proizvodnjo jajc. Fini puh obeh gosi se ceni in daje v različne izdelke; recimo kot polnilo vzglavnikov in del oblačil. Gosi se prehranjujejo s travami in drugimi pleveli, svojo prehrano pa dopolnjujejo tudi z manjšimi nevretenčarji. Domače gosi so znane po svojo sposobnosti, da zlahka preživijo na travnatih sistemih. So izredno družabni ptiči, ki jih karakterizira dober spomin, še posebej uporaben pri navigiranju. Kitajske gosi so agresivnejše in glasnejše kot druge gosi, zato se jih ponekod uporablja kot čuvaje, ki opozarjajo na morebitne vsiljivce. Gosje meso je temne barve in ima visoko vsebnost beljakovin. Živali maščobe nalagajo subkutano (podkožno), med te lipide pa spadajo predvsem mononenasičene maščobne kisline. Ptice se zakolje pri 10 ali 24 tednih starosti.
V nekaterih državah se gosi in race prisilno hrani, da se v njihova jetra naložijo visoke količine maščob, ki služijo za proizvodnjo kulinarične specialitete foie gras. Več kot 75 % proizvodnje tega produkta se godi v Franciji, z manjšimi obrati prisotnimi tudi na Madžarskem in v Bolgariji ter vzrejnimi farmami na Kitajskem. Foie gras velja za razkošje v številnih delih sveta, a je postopek nasilnega hranjenja živali prepovedan v mnogih državah, saj onemogoča dobrobit živali.

## Purani
Purani so velike ptice, najbolj sorodne fazanu in pegatki. Samci puranov so večji od samic in imajo široko razprostrt rep, kožnat podbradek ter mesnat smrkelj (žmurgelj), ki visi iz gornjega dela kljuna in se uporablja pri razkazovanju samcev pred samicami. Divji purani lahko letijo, a se leta le redko poslužijo, saj raje pobegnejo s pomočjo hitrega teka. Purani za hrano brskajo po tleh, kjer iščejo predvsem semena, oreške, jagodičevje, travo, listje, nevretenčarje, kuščarje in manjše kače.
Moderni domači puran izvira iz ene od šestih podvrst divjega purana (Meleagris gallopavo), prebivajoče v nekaj mehiških deželah. Predazteška plemena jugosrednje Mehike so te ptice prvič udomačila nekje 800 pr. n. št. V preteklosti so purane uporabljali predvsem za pridobivanje peres, ki so bila priročna za izdelovanje oblačil, odej in del različnih ceremonij. Kakšnih 1000 let kasneje so ptiči postali pomemben vir hrane. Prvi Evropejci, ki so se srečali s takrat še nepoznanimi purani, so jih imeli za pegatke. V Evropo so te ptice prinesli preko Turčije, zatorej angleško ime turkey.
Komercialne purane se navadno goji v notranjih prostorih v nadzorovanih pogojih. Pogosto gre za velike zgradbe, zgrajene z možnostjo prezračevanja in slabo osvetljavo, ki zavre aktivnost ptic, a hkrati vodi v pridobivanje teže. Samice se zakolje po približno 15 tednih starosti, samce navadno štiri tedne kasneje. Odrasli purani so velikokrat kar dva krat težji od svojega divjega zarodnika. Rejci so v preteklosti vzgojili večje število raznolikih pasem puranov, a je večina sodobnih komercialnih ptic bele barve, saj naj bi bili kadavri takšnih ptičev lepšega izgleda. Nekoč se je purane uživalo poredkoma, predvsem ob posebnih priložnostih, kot sta božič (10 milijonov ptic v Združenem Kraljestvu) in zahvalni dan (60 milijonov ptic v ZDA). Danes se te ptiče uživa pogosteje in v mnogih domovih so pogosta jedača.

## Druga perutnina
Pegatke so družina ptic južne Afrike, izmed katerih se kot perutnino pogosto goji pegatko (Numida meleagris). Ta je srednje velika siva ali pegasta ptica majhne gole glave z grebenom in podbradkom. Udomačili naj bi jo do časa starih Grkov in Rimljanov. Pegatke so odporne in družabne ptice, ki se prehranjujejo predvsem z žuželčjo prehrano, uživajo pa tudi trave in semena. Zelenjavne vrtove ščitijo pred škodljivci, pobijajo pa tudi klope, ki so potencialni vektorji bakterijske lymske borelioze in virusnega meningoencefalitisa. Povzpnejo se na drevesa, kjer motrijo okolico in pazijo na morebitne plenilce, pred katerimi posvarijo z glasnim opozorilnim klicem. Njihovo meso in jajca je moč jesti v enaki meri kot kokošja; mladi ptiči so primerni za jed v starosti štirih mesecev.
Za uživanje se pogosto uporablja mlade domače golobe (ang. squabs). Kot vsi ostali domači golobi so tudi golobi, namenjeni jedi, potomci še živečega skalnega goloba (Columba livia). Vzreja tovrstnih golob poteka tako, da se dve izlegli jajci inkubira 17 dni. Mlade hranita oba starša s tako imenovanim golobjim »mlekom«, čvrstim beljakovinskim sekretom, ki nastaja v golši. Mladi golobi rastejo zelo hitro, a gnezdo zapustijo pozno, po pretečenih 26 do 30 dneh, ko tehtajo polovico kilograma. Do tega časa samica izleže nov par jajc, ki ju odrasla ptiča takoj začneta inkubirati. V paritveni sezoni, ki traja več mesecev, par golobov spelje dva mladiča vsake štiri tedne.

## Vzreja perutnine
Po svetu se v največji meri goji kokoši; kar več kot 50 bilijonov teh ptic se vzredi vsako leto za pridobivanje mesa in jajc. Tradicionalno se je kokoši redilo v majhnih jatah, ki so se podnevi sprehajale po okolici in brskale za hrano, noč pa so preživele v kokošnjaku. Tak način vzreje je še danes prisoten v državah v razvoju in pri manjših rejcih, ki perutnino gojijo za svoj konjiček. Naraščajoča svetovna populacija in urbanizacija sta s seboj privlekli potrebo po obširnejši vzreji. Tovrstne velike obrate z ogromnim številom ptic navadno najdemo v bližini področja, kjer se goji hrano kokoši ali se potrebuje njihovo meso. Na tak način pridobljena hrana je namreč cenejša in varnejša ter hitro na voljo lokalnemu prebivalstvu. Izkupiček proizvodnje je v veliki meri odvisen od cene krme, ki narašča. Visoke cene hrane za piščance bodo morda v prihodnosti omejile razvoj perutninske industrije.
V okviru nekaterih načinov vzreje so ptice prostoživeče in del dneva preživijo zunaj, kjer brskajo za hrano. Drugje ima gojena perutnina dostop do ograjenega dvorišča. Omenjena dva načina reje imenujejo tudi prosta ali pašna reja perutnine. Velikokrat rejci perutnino vzgajajo s pomočjo hlevske ali talne reje, kjer ptice nimajo dostopa do svežega zraka, a se lahko prosto gibljejo znotraj navadno velikih hlevov, ki jih osvetljujejo umetna svetila. Najbolj intenziven model reje je baterijska reja, kjer so ptiči zaprti v baterijskih kletkah, postavljenih v nadstropjih ena na drugo. V vsaki razmeroma majhni kletki je zaprtih več ptic, ki se zatorej le stežka premikajo in ne morejo izvajati normalnih vedenjskih vzorcev. Izležena jajca padejo na tla kletka in se nato skotalijo ven, kjer se jih zbira. Klasične baterijske kletke so v Evropski uniji prepovedali 1. januarja 2012.
Kokoši, ki se jih goji intenzivno za pridobivanje njihovega mesa, se imenujejo brojlerji. Rejci so razvili pasme, ki lahko želeno velikost kadavra (2 kg) dosežejo v šestih tednih ali manj. Ker brojlerji rastejo tako hitro, se pogosto zgodi, da njihove noge ne morejo držati takšne teže, težave pa se pojavijo tudi pri črpanju krvi po telesu in prenašanju kisika razvijajočim se mišicam. Smrtnost brojlerjev je kar 1% višja kot v manj zaostrenih pogojih gojenih ptičih, ki isto težo dosežejo v 18 tednih. Zakol in sledeče postopke navadno izvedejo stroji, ki so razporejeni neposredno ob avtomatskem traku. Ptiče se obesi za noge, omami, ubije, pušča kri, opari, odstrani noge in glavo, odvrže črevesje, umije, ohladi, posuši, natehta in pakira. Cel postopek obdelave pogosto traja nekaj več kot dve uri.
Tako intenzivna kot prosta reja sta deležni nekaterih očitkov glede dobrobiti živali. V intenzivnih sistemih se pogosto pojavljajo kanibalizem, puljenje perja in kljuvanje, kar nekateri rejci omejujejo s pomočjo krajšanja kljunov. V jati se lahko pojavljajo bolezni, ki se zlahka širijo med ptiči. V zunanjih sistemih so ptice izpostavljene spremenljivim in nepredvidljivim vremenskim pogojem, ranljive so pred plenilci, od prostoživečih ptičev pa lahko privzamejo nevarne bolezni.

## Perutnina kot hrana

### Prodaja
Perutnina je drugi najbolj uživan tip mesa na svetu, ki zavzema okoli 30 % svetovne mesne proizvodnje (uvršča se za svinjino z 38 % svetovne proizvodnje). Letno se vzredi približno 16 bilijonov ptičev, namenjenih jedači; več kot polovica teh ptic se goji v industrializiranih, tovarnam podobnih obratih. Globalna proizvodnja mesa brojlerjev se je v letu 2013 povzpela do 84,6 milijonov ton. Države z najobširnejšo proizvodnjo so bile ZDA (20 %), Kitajska (16,6 %), Brazilija (15,1 %) in Evropska unija (11,3 %). V Evropski uniji se prizadeva, da se prodajajo mesni proizvodi  in živali, ki jih je mogoče izslediti vse do prvotnega obrata, kjer so se ptiči izlegli. Tak model ima nekoliko višje stroške. Leta 2011 je proizvodnja račjega mesa dosegala 4,2 tone, pri čemer je Kitajska proizvedla 2/3 vsega mesa (okoli 1,7 milijarde ptičev). Druge države, kjer redijo veliko rac, so Vietnam, Tajska, Malezija, Mjanmar, Indonezija in Južna Koreja (12 % vsega). Francija (3,5 %) je največja država proizvajalka račjega mesa zahodnega sveta, sledita ji preostanek EU (3 %) in Severna Amerika (1,7 %). Kitajska velja za glavno proizvajalko gosjega in pegatkinega mesa (približno 94 % 2,6 milijonskega svetovnega trga). Globalna proizvodnja jajc je leta 2019 presegla 82,17 ton. Od leta 1990 se je pridelava jajc povečala za več kot 100 %. Največ jajc se letno proizvede na Kitajskem, sledita ZDA in Indonezija (l. 2019).

### Perutninsko meso
Perutninsko meso je na voljo sveže ali zamrznjeno, kot celi ptiči ali po delih, s kostmi ali brez (izkoščičeno), začinjeno na razne načine, surovo ali skuhano. Najbolj mesnati del perutnine so letalne mišice na prsih, ki jim pravimo kar »piščančje prsi«, in mišice nog (po domače »bedra«). Pogosto se uživajo tudi peruti (»perutničke«), ki jih sestavlja več delov in se jedo tako v celoti kot tudi po segmentih.
Na pogled temno meso pticam služi pri opravljanju dolgotrajnih aktivnosti (denimo hoji). Temna barva je posledica beljakovine mioglobina, ki igra pomembno vlogo pri prenašanju in shranjevanju plina kisika. Belo meso je namenjeno kratkotrajnim dejavnostim, ki zahtevajo veliko sproščene energije v relativno kratkem času (v primeru ptičev je tako vedenje letenje). Piščančje noge in stegna predstavljajo temno meso, medtem ko so prsi (letalne mišice) vir belega mesa. Perutnina, ki ima prsne mišice prilagojene na dolgotrajni let, kot so denimo race in gosi, ima tudi tam meso temne barve.
Perutninsko meso in jajca so za človeka prehransko koristna hrana, ki vsebuje visoke količine beljakovin. Slednje spremljajo manjše vsebnosti maščob. Piščančje meso vsebuje dva- do trikrat toliko polinenasičenih maščob kot večina tipov rdečega mesa. Količina je sicer manjša pri izkoščičenih prsih brez kože. Stogramska porcija pečenih piščančjih prsi vsebuje 4 g maščob in 31 g beljakovin.